# Marzena Ewa Krajewska
Marzena Ewa Krajewska (ur. 1965 w Nisku) – polska dyplomatka, bohemistka, poetka.

## Życiorys
Marzena Ewa Krajewska ukończyła filologię słowiańską na Uniwersytecie Jagiellońskim (1990).
W 1996 rozpoczęła pracę w Ministerstwie Spraw Zagranicznych, dochodząc do stopnia radcy-ministra. Przebywała na placówkach w: Pradze (1992–1996, 2003–2008, 2017–2020), Lublanie (2010–2014) i Bratysławie (2022–2023). W latach 2014–2016 sekretarz, koordynatorka Rady Programowej Forum Polsko-Czeskiego przy MSZ RP. Członkini Polsko-Czeskiego Towarzystwa Naukowego.
W grudniu 2018 została wyróżniona przez Narodowe Muzeum Pedagogiczne i Bibliotekę J. A. Komeńskiego w Pradze Medalem Jana Amosa Komeńskiego za zasługi na rzecz umacniania polsko-czeskich kontaktów naukowych i kulturalnych. Popularyzatorka działalności Emila Korytki.
Jej mężem jest Włodzimierz Krajewski (ur. 1954), tłumacz i fotograf.

## Twórczość poetycka
W 2012 czeskie wydawnictwo Dauphin wydało jej debiutancki polsko-czeski tomik wierszy „Lusterko wsteczne / Zpětné zrcátko” (reedycja w 2017). W 2023 ukazał się w Czechach jej drugi dwujęzyczny tomik „Wiersze wyszeptane do ucha / Básně šeptané do ucha”. W tym samym roku wydano także jej wiersze po polsku i słowacku w tomiku „Pogubione marzenia : wybór wierszy 2011–2023 = Postrácané sny : výber z poézie 2011–2023”.
W 2025 w miejscowości Vnanje Gorice ukazał się polsko-słoweński wybór jej wierszy w tłumaczeniu Jany Unuk „Kilka nieoczekiwanych chwil : wybór wierszy z lat 2011–2024 = Nekaj nepričakovanih hipov : izbor pesmi iz let 2011–2024”.